# Giuseppe Conte
Giuseppe Conte (n. 8 august 1964, Volturara Appula, Apulia, Italia) este un jurist italian.
La 23 mai 2018, a acceptat cu rezervă funcția de prim-ministru al Italiei de la președintele Republicii Italiene, Sergio Mattarella.